# Pulo Kawa
Pulo Kawa is een bestuurslaag in het regentschap Pidie van de provincie Atjeh, Indonesië. Pulo Kawa telt 795 inwoners (volkstelling 2010).